# Eurynogaster retrociliata
Eurynogaster retrociliata är en tvåvingeart som beskrevs av Octave Parent 1939. Eurynogaster retrociliata ingår i släktet Eurynogaster och familjen styltflugor. Inga underarter finns listade i Catalogue of Life.